# Список умерших в 759 году

## Июль
- 24 июля — Освулф, король Нортумбрии (758—759).

## Ноябрь
- 16 ноября — Отмар Галленский, христианский подвижник, первый аббат Санкт-Галленского монастыря (719—759), католический и православный местнопочитаемый святой Берлинской и Германской епархии РПЦ МП.

## Дата смерти неизвестна или требует уточнения
- Ван Вэй, китайский поэт, живописец, каллиграф, музыкант.
- Дунгал мак Амалгадо, король Наута (Северной Бреги) и всей Бреги (748—759) из рода Сил Аэдо Слане.
- Моян-чур, каган уйгурского каганата (747—759).